# Hvid staudeklematis
Hvid staudeklematis (Clematis recta) er en buskformet staude med en opstigende til opret eller let slyngende vækst. Blomsterne har en fin duft. Hele planten er giftig, og saften kan fremkalde brandsårsagtige skader på huden.

## Beskrivelse
Stænglerne er furede, svagt hårede og rødligt anløbne. Bladene er modsatte og uligefinnede med ægformede småblade. Bladrandene er hele, og oversiden er græsgrøn, mens undersiden er lyst grågrøn. Blomstringen sker i juni-august, hvor man kan finde de talrige blomster samlet i endestillede halvskærme. De enkelte blomster har fire hvide blosterblade og mange støvdragere. Frugterne er nødder med korte, gråhvide frøhaler (griflerne).
Rodnettet er kraftigt udviklet og består af mange, grove rødder. 
Højde x bredde og årlig tilvækst: 1,00 x 1,00 m (100 x 100 cm/år). Målene kan anvendes ved udplantning.

## Hjemsted
Hvid staudeklematis er udbredt i Lilleasien, Kaukasus og Europa undtagen de nordlige, tempererede egne. Arten foretrækker et solåbent, tørt og kalkrigt voksested og findes derfor mest på maki, i krat og på overdrev. 
I naturbeskyttelsesområdet Velká Klajdovka nær Brno i Tjekkiet findes arten på kalkbund i skovkanter og lysninger sammen med bl.a. pære, blodrød storkenæb, dansk astragel, duneg, dværgkirsebær, flerårig fladbælg, fransk rose, grenet edderkopurt, guldhårasters, hvid anemone, hvid diktam, kirsebærkornel, peberbusk, solhvirvel, Stipa joannis (en art af fjergræs), storblomstret brunelle, tarmvridrøn og virgilasters

## Anvendelse
Hvid staudeklematis kan bruges som solitærstaude eller sammen med f.eks. græsser og kalkbundsplanter på tørre, varme skråninger. Den kan også bruges i stenbedet eller i krukker og kummer.
| Portal | Portal:Botanik |

## Note
1. ↑  www.steflsoftware.cz: Anonym: Land Trust Hády (engelsk)